# Katarína Dubajová
Katarína Dubajová (* 9. Dezember 1978) ist eine ehemalige slowakische Handballspielerin, die für die slowakische Nationalmannschaft auflief. Sie wurde zur slowakischen Handballspielerin des Jahres 2000 und 2001 gewählt. Mittlerweile ist sie als Handballtrainerin tätig.

## Karriere
Dubajová wechselte nach der Saison 2000/01, in der sie mit HK Slovan Duslo Šaľa die slowakische Meisterschaft gewann, zum deutschen Bundesligisten VfL Oldenburg. In der Saison 2001/02 wurde die Rückraumspielerin mit 219 Treffern Torschützenkönigin der Bundesliga. Im Jahr 2003 kehrte sie zum HK Slovan Duslo Šaľa zurück. In den beiden darauffolgenden Spielzeiten gewann sie mit HK Slovan Duslo Šaľa jeweils die slowakische Meisterschaft.
Dubajová spielte ab dem Jahr 2005 in der dänischen Damehåndboldligaen, in der sie in der Saison 2005/06 für Frederikshavn FOX Team Nord antrat und anschließend für Horsens HK auflief. Im Jahr 2009 kehrte sie erneut zum HK Slovan Duslo Šaľa zurück. Im November desselben Jahres bestritt sie vorerst ihr letztes Pflichtspiel für HK Slovan Duslo Šaľa. Nach der Geburt ihres ersten Kindes unterschrieb sie im Januar 2011 einen neuen Vertrag beim HK Slovan Duslo Šaľa. Im Sommer 2011 schloss sich Dubajová dem tschechischen Verein DHC Sokol Poruba an, den sie im April 2012 vorzeitig verließ. Nach einer Verletzungspause unterzeichnete sie im Januar 2013 einen Vertrag beim slowakischen Verein ŠKP Piccard Senec. Ab der Saison 2013/14 lief sie für den polnischen Erstligisten MKS Olimpia-Beskid Nowy Sącz auf.
Dubajová spielte ab dem Jahr 2015 beim luxemburgischen Verein Roude Léiw Bascharage, mit dem sie in der deutschen 3. Liga antrat. Zwei Jahre später wurde sie Spielertrainerin beim slowakischen Zweitligisten  HK Slávia Sereď. Später trainierte sie zusätzlich Jugendmannschaften der Vereine HŠK Legends Šaľa sowie HŠK Legends Šaľa und übernahm im Jahr 2019 das Co-Traineramt der slowakischen Nationalmannschaft, das sie bis zum Jahr 2021 innehatte.
Dubajová gehörte dem Kader der slowakischen Nationalmannschaft an, für die sie mit 229 Länderspielen die meisten Spiele und mit 854 Treffern die meisten Tore der Verbandsgeschichte erzielte. Mit der slowakischen Auswahl nahm sie an der Europameisterschaft 2014 teil.